# DS-1 (satelita)
DS 1 – seria radzieckich satelitów technologicznych wyprodukowanych przez ukraińskie zakłady KB Jużnoje (OKB-586). Wyniesione w kosmos rakietą nośną Kosmos 63S1. Stanowiły część dużego programu Dniepropetrowsk Sputnik (DS). Ważyły około 300 kg.
8 sierpnia 1960 Komitet Centralny Partii Komunistycznej i Rada Ministrów ZSRR wydały dekret o O budowie rakiety nośnej 63S1 w oparciu o rakietę R-12 oraz o budowie i wystrzeleniu małego sztucznego satelity. Dokument pozwolił biuru konstrukcyjnemu OKB-586 na rozpoczęcie prac nad rakietą i satelitą.
Odbyły się dwa starty satelitów DS-1, oba nieudane. Głównym celem misji było jednak przetestowanie rakiety nośnej.
- DS-1 No. 1 – wystrzelony 27 października 1961 z kosmodromu Kapustin Jar. Start nie powiódł się z powodu awarii w pierwszym członie rakiety nośnej (był to jej pierwszy start). Przyczyną nie osiągnięcia prędkości orbitalnej była usterka akcelerometru w układzie kontroli prędkości.
- DS-1 No. 2 – wystrzelony 21 grudnia 1961 z kosmodromu Kapustin Jar. Jego start nie powiódł się. Drugi człon rakiety uległ awarii 354 sekundy po starcie. Przyczyną było niekontrolowane, za duże pompowanie utleniacza do komory spalania, co spowodowało zbyt krótką pracę silnika. Górny stopień rakiety wraz z ładunkiem spadł na Wyspy Kurylskie.

Te niepowodzenia pociągnęły za sobą powołanie komisji (pod przewodnictwem Ustinowa) mającej zrewidować wykonanie programu powołanego w dekrecie.
Następcą DS-1 była seria DS-2.